# Over Now
Cet article concerne la chanson d'Alice in Chains. Pour la chanson de Calvin Harris et The Weeknd, voir Over Now (chanson de Calvin Harris et The Weeknd).
Singles de Alice in Chains
Again
(1996) Get Born Again
(1999)
Pistes de Unplugged et Alice in Chains
Frogs
(11)
Over Now est une chanson du groupe de rock américain Alice in Chains, sortie en single en 1996 chez Columbia. Le single est sorti dans le but de promouvoir l'album live Unplugged, qui est sorti le 30 juillet 1996. L'auteur du texte de la chanson est un guitariste Jerry Cantrell, qui, avec Sean Kinney, est aussi le compositeur. Cantrell chante également des voix principales dans la chanson.
La chanson est apparue d'abord sur l'album éponyme sorti en 1995 comme la dernière piste. Il dure 7 minutes et 4 secondes, c'est la seconde composition la plus longue de l'album avec Frogs (8:20) et Sludge Factory (7:15). La version Unplugged de la chanson est apparue plus tard sur les compilations Music Bank (1999) et The Essential Alice in Chains (2006).

## Paroles et musique
Composé de la même manière que pour Heaven Beside You, il est caractérisé par le fait que le chanteur sur la piste est mené presque entièrement par le guitariste Jerry Cantrell. Les lignes vocales harmonisées Staley-Cantrell, se produisent exclusivement que dans les chœurs. Bien que ce soit Cantrell qui ait écrit les paroles sur une relation qui a échoué, de nombreux fans ont vu l'annonce de la fin du groupe par un titre qu'on peut traduire par « la fin ».
La chanson commence par quarante secondes d'introduction avec un son sale de type radio dans lequel on peut entendre la mélodie de Good Night de Ted Lewis. Ensuite, la chanson va vers un son plus propre joué à la guitare acoustique et on peut entendre la guitare électrique plus tard, chanté principalement par Cantrell. Les lignes vocales harmonisées Staley-Cantrell apparaissent dans le refrain de la chanson. Après le deuxième couplet et le refrain, suivie d'un ralentissement momentané dans la chanson. Ensuite, la composition revient à son son original avec le début de la troisième strophe. Après le chœur, la chanson ralentit à nouveau, alors on peut entendre un solo de guitare électrique qui conclut la chanson.
Cantrell a parlé de la chanson dans une interview avec Request Magazine en février 1996 :
C'est à propos du groupe. Il s'agit de la rupture qui a eu lieu entre nous. Ces lignes « Can you stand right here and look me in the eye and tell me it's over? » (« Pouvez-vous vous tenir ici et me regarder dans les yeux et me dire que c'est fini ? »). Nous ne pouvions pas, quand cela se résumait à cela. Même si cela s'est terminé aujourd'hui, j'aime les gars de ce groupe, même si nous n'avons plus jamais enregistré. Je serais triste, mais si cela se résumait à l'endroit où cela nous tue et que nous nous éloignons trop ... C'est comme cette ligne : « When it's all worn out, I'd rather go without. » (« Quand tout est épuisé, je préfère m'en passer »).
Et Sean Kinney a ajouté :
Ouais, la dernière chose que nous voudrions faire est de nous tomber sur le visage devant 30 000 personnes chaque soir. Nous ne voulions pas finir comme le gros Elvis, dopé de pilules, pleurer sur scène à Vegas.

## Réception
Le single de la chanson est sorti en 1996, la version studio du titre ne rentre pas dans les charts mais la version unplugged, enregistrée lors d'un concert MTV Unplugged le 10 avril 1996, elle a atteint la quatrième place du Mainstream Rock Tracks et vingt-quatrième place du Modern Rock Tracks. Steve Huey de Allmusic décrit la composition comme « l'une des meilleures réalisations du groupe ». 

## Composition du groupe pour l'enregistrement
Alice in Chains
- Jerry Cantrell : chant,guitare solo, guitare rythmique
- Layne Staley : chœurs
- Sean Kinney : batterie
- Mike Inez : guitare basse, chœurs

Production
- Enregistrement : de avril à août 1995 à Bad Animals studio, à Seattle
- Producteur : Toby Wright
- Mixage : Toby Wright au Electric Lady Studios, New York
- Mastering : Stephen Marcussen à Marcussen Mastering Studio, Hollywood
- Ingénieur du son : Tom Nellen
- Assistant ingénieur du son : Sam Hofstedt
- Direction artistique : Marie Maurer
- Conception : Doug Erb
- Gestion : Susan Silver
- Arrangement : Jerry Cantrell, Sean Kinney
- Paroles : Jerry Cantrell

## Classements hebdomadaires
| Classement (2020)              | Meilleure position |
| ------------------------------ | ------------------ |
| Canada (RPM Top Singles)       | 50                 |
| États-Unis (Mainstream Rock)   | 4                  |
| États-Unis (Alternative Songs) | 24                 |